# Hernán Burbano
Hernán Darío Burbano (Santander de Quilichao, Cauca, Colombia; 5 de marzo de 1988) es un futbolista colombiano naturalizado mexicano. Juega de volante ofensivo y actualmente no tiene equipo.

## Trayectoria

### Inicios
Hernán Burbano como dato curioso se inició en el mundo deportivo como beisbolista, ingreso en las inferiores del Deportivo Cali, tras ser descubierto por un cazatalentos, cuando jugaba en un equipo amateur local, a la edad de 17 años. 
A los pocos años después de su reclutamiento y luego de haber jugado solamente con los equipos juveniles, es cedido al Córdoba de la Primera B de Colombia, que tiempo después se convirtió en el Atlético de la Sabana.

### Deportivo Pasto
En el año 2010 llega al Deportivo Pasto, nuevamente en préstamo y para seguir sumando experiencia en equipos del Fútbol de Ascenso de Colombia. En el Deportivo Pasto permanece una temporada, ya que en el 2011 es contemplado para, por fin, integrar el primer equipo del Deportivo Cali.

### Club León
En el Deportivo Cali no recibe la continuidad deseada, por lo cual en diciembre de 2011 se anuncia su cesión al León de México por parte del equipo Caleño, con el que aún tenía contrato y además dueño de sus derechos federativos. La transacción fue realizada en una suma de cien mil dólares por un año y con una opción a compra de un millón de dólares, misma que se hace efectiva al término del torneo ya con el equipo ascendido y siendo Burbano una pieza clave el ascenso.
Donde obtuvo el campeonato de la Liga Bancomer MX en el Apertura 2013 con el León.

### Tigres UANL
Luego de ser campeón con la Fiera, para el año 2014 es traspasado a su nuevo club los Tigres UANL con un contrato que lo liga por tres años con la institución auriazul, la cual buscó sus servicios desde hace más de seis meses.

### Club León
Para el 2015 refuerza al Club León. El 29 de septiembre salía como una de las figuras en la goleada de su equipo 3-0 sobre América tras hacer las tres asistencias de los goles.
El 27 de septiembre de 2017 marca el gol de la victoria 2 a 1 al último minuto de partido en casa del América marcando un lindo gol de taquito.

## Clubes
| Club                   | País      | Año         |
| ---------------------- | --------- | ----------- |
| Córdoba F. C.          | Colombia  | 2008        |
| Atlético de la Sabana  | Colombia  | 2009        |
| Deportivo Pasto        | Colombia  | 2010        |
| Deportivo Cali         | Colombia  | 2011        |
| C.F. León              | México    | 2011 - 2013 |
| Tigres UANL            | México    | 2014 - 2015 |
| Club León              | México    | 2015 - 2018 |
| Independiente Santa Fe | Colombia  | 2018        |
| Atlas                  | México    | 2019        |
| Aldosivi               | Argentina | 2019        |
| Cúcuta Deportivo       | Colombia  | 2020        |
| Cortuluá               | Colombia  | 2021        |

## Estadísticas
| Club                             | Temporada           | Liga  | Liga  | *Copa Nacional* | *Copa Nacional* | Copa Internacional | Copa Internacional | Total | Total |
| Club                             | Temporada           | Part. | Goles | Part.           | Goles           | Part.              | Goles              | Part. | Goles |
| -------------------------------- | ------------------- | ----- | ----- | --------------- | --------------- | ------------------ | ------------------ | ----- | ----- |
| Córdoba F. C. · Colombia         | 2008                | 28    | 2     | 2               | 2               | -                  | -                  | 30    | 4     |
| Córdoba F. C. · Colombia         | Total               | 28    | 2     | 2               | 2               | 0                  | 0                  | 30    | 4     |
| Atlético de la Sabana · Colombia | 2009                | 33    | 3     | 1               | 1               | -                  | -                  | 34    | 4     |
| Atlético de la Sabana · Colombia | Total               | 33    | 3     | 1               | 1               | 0                  | 0                  | 34    | 4     |
| Deportivo Pasto · Colombia       | 2010                | 31    | 9     | 2               | 1               | -                  | -                  | 33    | 10    |
| Deportivo Pasto · Colombia       | Total               | 31    | 9     | 2               | 1               | 0                  | 0                  | 33    | 10    |
| Deportivo Cali · Colombia        | 2011                | 27    | 2     | 4               | 0               | 2                  | 0                  | 33    | 2     |
| Deportivo Cali · Colombia        | Total               | 27    | 2     | 4               | 0               | 2                  | 0                  | 33    | 2     |
| León · México                    | 2011-12             | 20    | 6     | 0               | 0               | -                  | -                  | 20    | 6     |
| León · México                    | 2012-13             | 33    | 4     | 0               | 0               | -                  | -                  | 33    | 4     |
| León · México                    | 2013-14             | 22    | 3     | 1               | 0               | 2                  | 0                  | 25    | 3     |
| León · México                    | 2015-16             | 35    | 2     | 10              | 1               | -                  | -                  | 45    | 3     |
| León · México                    | 2016-17             | 20    | 0     | 4               | 1               | -                  | -                  | 24    | 1     |
| León · México                    | 2017-18             | 18    | 2     | 5               | 0               | -                  | -                  | 23    | 2     |
| León · México                    | Total               | 138   | 17    | 20              | 2               | 2                  | 0                  | 170   | 19    |
| Tigres UANL · México             | 2013-14             | 15    | 0     | 4               | 3               | -                  | -                  | 19    | 3     |
| Tigres UANL · México             | 2014-15             | 26    | 4     | 3               | 2               | 7                  | 0                  | 36    | 6     |
| Tigres UANL · México             | Total               | 41    | 4     | 7               | 5               | 7                  | 0                  | 55    | 9     |
| Santa Fe · Colombia              | 2018                | 6     | 0     | 4               | 2               | 1                  | 0                  | 11    | 2     |
| Santa Fe · Colombia              | Total               | 6     | 0     | 4               | 2               | 1                  | 0                  | 11    | 2     |
| Atlas · México                   | 2019                | 12    | 0     | 1               | 0               | -                  | -                  | 13    | 0     |
| Atlas · México                   | Total               | 12    | 0     | 1               | 0               | 0                  | 0                  | 13    | 0     |
| Aldosivi Argentina               | 2019                | 2     | 0     | 0               | 0               | -                  | -                  | 2     | 0     |
| Aldosivi Argentina               | Total               | 2     | 0     | 0               | 0               | 0                  | 0                  | 2     | 0     |
| Total en su carrera              | Total en su carrera | 318   | 37    | 41              | 13              | 12                 | 0                  | 371   | 50    |

## Palmarés

### Campeonatos nacionales
| Título                    | Club        | País   | Año           |
| ------------------------- | ----------- | ------ | ------------- |
| Liga de Ascenso de México | León        | México | Clausura 2012 |
| Campeón de Ascenso        | León        | México | 2012          |
| Liga Bancomer MX          | León        | México | Apertura 2013 |
| Copa MX                   | Tigres UANL | México | Clausura 2014 |